# Houville-en-Vexin
Houville-en-Vexin es una localidad y comuna francesa situada en la región de Alta Normandía, departamento de Eure, en el distrito de Les Andelys y cantón de Fleury-sur-Andelle.

## Demografía
| 125 | 108 | 94 | 122 | 167 | 168 |
| Para los censos de 1962 a 1999 la población legal corresponde a la población sin duplicidades (Fuente: INSEE [Consultar]) |     |    |     |     |     |